# Claude-Charles Pierquin

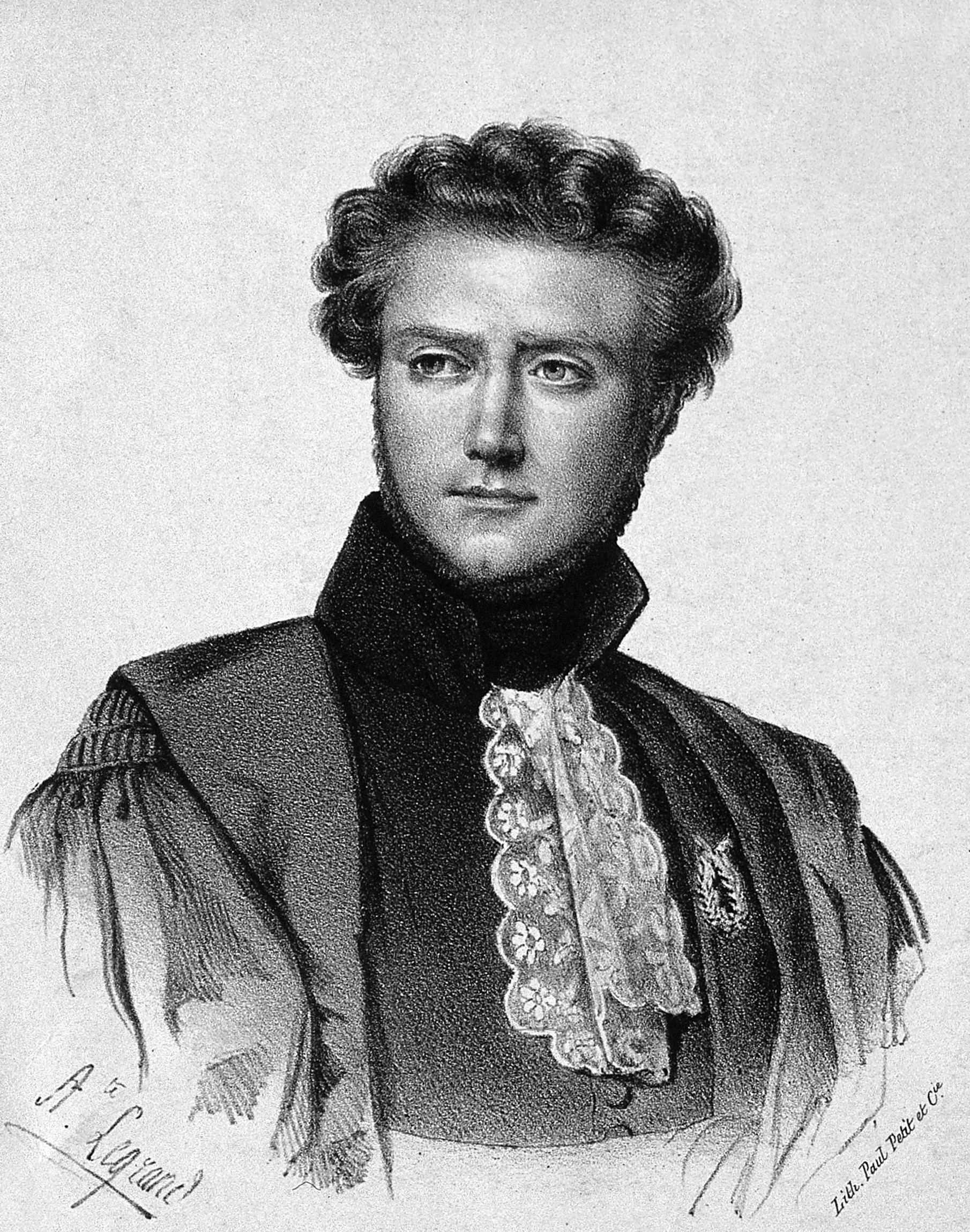
Claude-Charles Pierquin (Lithografie von A. Legran)

Claude-Charles Pierquin de Gembloux (* 26. Dezember 1798 in Brüssel; † 11. September 1863 in Paris) war ein französischer Arzt, Polygraph, Romanist und Dialektologe.

## Leben
Pierquin promovierte 1821 an der Universität Montpellier zum Doktor der Medizin mit der Arbeit Recherches sur l’hémacélinose und war von 1820 bis 1830 Arzt in Paris. Von 1830 bis 1849 war er in den Bezirken Grenoble und Bourges Inspektor des Unterrichtswesens.
Pierquin gehörte zu den vielseitig interessierten liberalen Intellektuellen der Romantik, die sich für die Regionalgeschichte und die Sprachgeschichte ihres Landes interessierten. Er vertrat in seinem Werk Histoire littéraire, philologique et bibliographique des patois, et de l’utilité de leur étude [Literarische, philologische und bibliographische Geschichte der Dialekte] (Paris 1841, 1858), das von erheblicher fachwissenschaftlicher Belesenheit zeugt, die für die damalige Zeit bemerkenswerte These: Keine Geschichte des Französischen ohne genaue Kenntnis der Patois, verstanden als alle anderen auf französischem Boden gesprochenen Sprachen und Dialekte, namentlich des Provenzalischen! Er stand damit im Gegensatz zur offiziellen Einschätzung der Dialekte als verachtenswert und auszurotten, eine Haltung, welche die Französische Revolution vom Ancien Régime nahtlos übernommen hatte. Unter den Korrekturlesern seines Manuskripts nennt er Mary-Lafon (S. 159).
Pierquin schwebte, angeregt durch J. F. Schnakenburg, Tableau synoptique et comparatif des idiomes populaires ou patois de la France (Brüssel/Berlin 1840), ein französischer Sprachatlas vor, den er „Langatlas (oder Languatlas) idiomographique“ nennen wollte. Ein solcher wurde erst 50 Jahre später in Angriff genommen.
Pierquins historische und philologische Untersuchungen zum Département Cher wurden in neuester Zeit neu aufgelegt.

## Werke
- Notices historiques, archéologiques et philologiques sur Bourges et le département du Cher. Bourges 1840, Marseille 1975, Péronnas 1997.
- Idiomologie des animaux ou recherches historiques, anatomiques, physiologiques, philologiques, et glossologiques sur le langage des bêtes. Paris 1844 (der Tiersprache gewidmet, samt Affenglossar (« glossaire-ouistiti »)).
- Histoire littéraire, philologique et bibliographique des patois, et de l’utilité de leur étude. Paris 1841, 1858 (online).
- (mit C. Lecointe): Radicologie de la langue française, ou Unique méthode d’avoir en peu de temps l’intelligence et l’orthographe véritable des mots. Paris 1845.
- Bibliographie basque. Paris 1858 (Baskische Sprache).